# Rekurzivní bayesovský odhad
Rekurzivní bayesovský odhad (též bayesovský filtr) je v informatice označení pro obecný pravděpodobnostní rekurzivní přístup v čase k odhadu neznámé funkce míry pravděpodobnosti využívající měření příchozích dat a matematického modelování tohoto procesu.

## V robotice
Bayesovský filtr je algoritmus využívaný v informatice pro výpočet možností na základě pravděpodobnosti, které dovolují robotu odvodit jeho polohu a orientaci. V podstatě umožňuje bayesovský filtr robotům neustále aktualizovat jejich nejpravděpodobnější pozici v systému souřadnic na základě nejaktuálnějších dat získaných ze senzorů. Je to rekurzivní algoritmus a sestává ze dvou částí: předpovědi a aktualizace. Pokud jsou hodnoty proměnných lineární a normálně rozděleny, je bayesovský filtr shodný s Kalmanovým filtrem.
Zjednodušeně řečeno, robot pohybující se po celé ploše (mřížce) může mít několik různých senzorů, které mu poskytují informace o jeho okolí. Robot tedy může začít s jistotou, že je na pozici (0, 0). Avšak se zvětšující se vzdáleností od jeho výchozí pozice má robot stále menší jistotu ohledně jeho polohy. Za pomoci bayesovského filtru se může robot rozhodnout o jeho pravděpodobné aktuální poloze a tato pravděpodobná pozice může být neustále aktualizována na základě dodatečných dat ze senzorů.

## Model
Jako skutečný stav {\displaystyle x} se předpokládá nepozorovaný Markovův proces, měřením {\displaystyle z} jsou pozorovány stavy skrytého Markovova modelu (HMM). Následující obrázek znázorňuje bayesovskou síť skládající se z HMM.
Vzhledem k Markovovu předpokladu, je pravděpodobnost aktuálního skutečného stavu dána pouze bezprostředně předcházejícím stavem a není závislá na ostatních předešlých stavech.
{\displaystyle p({\textbf {x}}_{k}|{\textbf {x}}_{k-1},{\textbf {x}}_{k-2},\dots ,{\textbf {x}}_{0})=p({\textbf {x}}_{k}|{\textbf {x}}_{k-1})}
Obdobně, měření v k-tém čase je závislé pouze na současném stavu a nikoli na ostatních předešlých stavech vzhledem k tomu současnému.
{\displaystyle p({\textbf {z}}_{k}|{\textbf {x}}_{k},{\textbf {x}}_{k-1},\dots ,{\textbf {x}}_{0})=p({\textbf {z}}_{k}|{\textbf {x}}_{k})}
Pomocí těchto předpokladů lze rozdělení pravděpodobnosti pro všechny stavy zapsat jednoduše jako:
{\displaystyle p({\textbf {x}}_{0},\dots ,{\textbf {x}}_{k},{\textbf {z}}_{1},\dots ,{\textbf {z}}_{k})=p({\textbf {x}}_{0})\prod _{i=1}^{k}p({\textbf {z}}_{i}|{\textbf {x}}_{i})p({\textbf {x}}_{i}|{\textbf {x}}_{i-1}).}
Avšak při využití Kalmanova filtru k odhadu stavu x je rozložení pravděpodobnosti zájmu spojeno s aktuálními stavy, které jsou podmíněny měřeními v aktuálním čase (toho je dosaženo odsunutím předchozích stavů a vydělením pravděpodobnosti počtem měření).
Toto vede k předpovědi a změně kroků v Kalmanově filtru pravděpodobnostním zápisem. Rozdělení pravděpodobnosti spojené s předpokládaným stavem je součet (integrál) součinů rozdělení pravděpodobnosti spojené s přechodem z (k - 1)-tého stavu do k-tého a rozdělení pravděpodobnosti spojené s předchozím stavem pro všechna možná {\displaystyle x_{k_{-}1}}.
{\displaystyle p({\textbf {x}}_{k}|{\textbf {z}}_{k-1})=\int p({\textbf {x}}_{k}|{\textbf {x}}_{k-1})p({\textbf {x}}_{k-1}|{\textbf {z}}_{k-1})\,d{\textbf {x}}_{k-1}}
Změna rozložení pravděpodobnosti je úměrná součinu měření pravděpodobnosti a předpovídaného stavu.
{\displaystyle p({\textbf {x}}_{k}|{\textbf {z}}_{k})={\frac {p({\textbf {z}}_{k}|{\textbf {x}}_{k})p({\textbf {x}}_{k}|{\textbf {z}}_{k-1})}{p({\textbf {z}}_{k}|{\textbf {z}}_{k-1})}}=\alpha \,p({\textbf {z}}_{k}|{\textbf {x}}_{k})p({\textbf {x}}_{k}|{\textbf {z}}_{k-1})}
Jmenovatel
{\displaystyle p({\textbf {z}}_{k}|{\textbf {z}}_{k-1})=\int p({\textbf {z}}_{k}|{\textbf {x}}_{k})p({\textbf {x}}_{k}|{\textbf {z}}_{k-1})d{\textbf {x}}_{k}}
je konstantně relativní k {\displaystyle x}, takže ho vždy můžeme nahradit koeficientem {\displaystyle \alpha }, který může být obvykle v praxi ignorován. Čitatele je pak možné vypočítat a jednoduše normalizovat, jelikož jeho nedílnou součástí musí být jednotka.

## Aplikace
- Kalmanův filtr využívá rekurzivní bayesovský filtr pro multivariační normální rozdělení
- Particle filter na základě sekvenční techniky Monte Carlo metody (SMC), která modeluje PDF za pomoci sady diskrétních bodů
- Grid-based odhady, které rozdělí PDF do diskrétní mřížky

## Sekvenční bayesovské filtrování
Sekvenční bayesovské filtrování je rozšíření bayesovského odhadu v případě, kdy se pozorované hodnoty s časem mění. Je to způsob, jak odhadnout reálnou hodnotu pozorované proměnné, která se vyvíjí v čase.
Metoda se nazývá:
filtrováníkdyž odhadujeme aktuální hodnotu danou předchozími měřeními,
vyhlazovánípři odhadování minulých hodnot daných současnými a minulými měřeními,
předpovídánípři odhadu pravděpodobné budoucí hodnoty.
Pojem sekvenční bayesovské filtrování je velmi využíván v řízení a robotice.